# Birmania ai Giochi della XIV Olimpiade
La Birmania partecipò ai Giochi della XIV Olimpiade, svoltisi a Londra, dal 20 luglio al 14 agosto 1948,  
con una delegazione di 4 atleti impegnati in 3 discipline,
senza aggiudicarsi medaglie.

## Risultati

### Atletica
| Atleta        | Evento | Batterie  | Batterie | Quarti di Finale | Quarti di Finale | Semifinali     | Semifinali     | Finali         | Finali         |
| Atleta        | Evento | Risultato | Pos      | Risultato        | Pos              | Risultato      | Pos            | Risultato      | Pos            |
| ------------- | ------ | --------- | -------- | ---------------- | ---------------- | -------------- | -------------- | -------------- | -------------- |
| Maung Sein Pe | 100 m  | 11.68     | 6        | Non è avanzato   | Non è avanzato   | Non è avanzato | Non è avanzato | Non è avanzato | Non è avanzato |
| Maung Sein Pe | 200 m  | NT        | 4        | Non è avanzato   | Non è avanzato   | Non è avanzato | Non è avanzato | Non è avanzato | Non è avanzato |